# Star Control
Star Control è un videogioco fantascientifico sviluppato da Toys for Bob e pubblicato dalla Accolade nei primi anni novanta. Star Control è tuttora considerato un videogioco cult. Modellati su Spacewar!, il gioco ebbe due seguiti: Star Control 2 (1992) e Star Control 3. Il gioco fu sviluppato per MS-DOS ed Amiga nel 1990, e fu seguito da una conversione per Sega Mega Drive/Genesis nel 1991, e in seguito da conversioni "semplificate" di Star Control pubblicate anche per Commodore 64, Amstrad CPC e ZX Spectrum.

## Modalità di gioco
Il gioco contiene un gameplay misto tra Spacewar! in termini di combattimento ravvicinato (anche se le navi in realtà si sparano ad armi a distanza e si ingaggino in un uno contro uno) e uno strategico ambientato in un ammasso interstellare tridimensionale che vale come terreno. Il gioco non presenta alcuna componente storica, a parte un piccolo retroscena storico che spiega l'esistenza di due alleanze di razze aliene in guerra, ovvero l'Alleanza delle Stelle Libere e la Gerarchia Bellica dei Thrall. Il gioco è disponibile in giocatore singolo contro il computer o in due giocatori, e può essere sia esclusivamente in modalità melee uno contro uno che solo sul piano strategico.
Nelle fasi avanzate, le navi delle varie razze presentano abilità e aspetti diversi, con le loro grandezze, manovrabilità, velocità e armi primarie e secondarie che variano di tipologia in tipologia. Ad esempio, il Dreadnought degli Ur-Quan ha un'arma potente e l'abilità di lanciare dei caccia indipendenti, mentre il Transformer dei Mmrnmhrm ha l'abilità di intercambiarsi in due forme, ovvero una lenta ma dall'alta manovrabilità con un laser a corto raggio come arma principale, e una rapida ma dalla bassa manovrabilità e con missili dal lungo raggio.

## La serie
- Videogiochi
  - Star Control 2
  - Star Control 3
  - Star Control 4/StarCon
  - Star Control: Origins
- Romanzi
  - Star Control: Interbellum

La serie include anche un gioco in flash ispirato al gioco originale.